# Bodenseefelchen
Der Bodenseefelchen (Coregonus wartmanni), auch als Blaufelchen bezeichnet, ist ein Süßwasserfisch aus der Gattung Coregonus, der im Bodensee vorkommt. Er ist ein wohlschmeckender Speisefisch. Ihm galt für viele Jahre das Hauptinteresse der professionellen Bodenseefischerei.
Der (auch das) Felchen bzw. die Felche (früher auch: Ferche) ist die regionale Bezeichnung für Fische der Gattung Coregonus; in Altbayern und Österreich werden sie „Renke“ oder „Reinanke“, in Norddeutschland „Maräne“ genannt.

## Merkmale
Die europäischen Coregoninae sind sich dermaßen ähnlich, dass manche Wissenschaftler bereits vermuteten, dass es sich letztlich um eine einzige Art (Coregonus lavaretus) handele, die lediglich verschiedene Morphen oder Ökotypen ausgebildet hat. Mitunter sieht man deshalb die verschiedenen Coregoninae taxonomisch als Unterarten dargestellt. Dem wurde aber von anderer Seite widersprochen (Kottelat, 1997). Der Blaufelchen im Speziellen ist derzeit morphologisch kaum vom Gangfisch (Coregonus macrophthalmus) zu unterscheiden, weil sich auch wichtige Merkmale überlappen. Hinzu kommen extrem geringe Unterschiede bei bisher untersuchten genetischen Merkmalen, die teils nur dann überhaupt feststellbar waren, wenn diejenigen Exemplare mit morphologisch überlappenden Merkmalen ausgeschlossen wurden. Andererseits gibt es zwischen Blaufelchen und Gangfischen Unterschiede in Biologie und Lebensweise.
Während der Blaufelchen ein Bewohner der oberen Schichten des Pelagials ist und auch dort über größeren Tiefen laicht (von September bis Dezember), leben Gangfische ufernah und laichen auch dort oder im zufließenden Rhein (im November und Dezember). Ebenso unterscheiden sich die Eigrößen in Korrelation zur Körpergröße sowie das Wachstum und Verhalten der Larven, was doch eigentlich nur auf genetischen Unterschieden basieren kann.
Die Kiemenreusenfortsätze beim Blaufelchen liegen in der Anzahl zwischen 33 und 39, beim Gangfisch zwischen 35 und 44. Der Körper der Tiere ist schlank, gestreckt und seitlich etwas zusammengedrückt. Der Kopf ist spitz und kegelförmig. Das Maul ist end- bis unterständig. Die Fische sind auf den Seiten weißlich silberfarben und am Rücken grünlich. Blaufelchen können bis zu 50 cm lang werden, Gangfische nur etwa 32 cm.

## Bestände
Die Fischerei nach diesem Fisch ist seit den 1970er Jahren rückläufig. Die Fischer nennen die zunehmende Reinhaltung des Bodenseewassers als Grund, da hierdurch das Algen- und Planktonwachstum durch fehlende Abwässer stark abgenommen hat, womit die Bestände und die Körpergröße von Bodenseefelchen zurückgegangen seien. Dies wird auch durch Untersuchungen der Fischereiforschungsstelle Baden-Württemberg in Langenargen bestätigt. Der starke Phosphateintrag förderte seit den 1950er Jahren das Algen- und Pflanzenwachstum, was wiederum zu einer Zunahme des Planktons führte, von dem sich die Felchen ernähren. Aus demselben Grund nahmen auch die Barsch-Bestände zu.

## Blaufelchen als Lebensmittel
Der Blaufelchen hat ein helles, festes und grätenarmes Fleisch und ist gebraten, gedämpft oder geräuchert genießbar. Aufgrund seiner groben Schuppenstruktur und der Fettflosse empfiehlt es sich jedoch, Haut und Flossen zu entfernen.

## Gefährdungssituation und Fangverbot
Der Bodenseefelchen wurde noch 2009 von der Weltnaturschutzunion IUCN in der Roten Liste gefährdeter Arten als nicht gefährdet (Least Concern) geführt. Sie sah damals für diese nur im Bodensee lebende Art keine derzeitigen und auch keine zukünftigen Gefährdungspotentiale, da ein gut funktionierendes Gewässermanagement am Bodensee existiere.
Da der Bestand des Blaufelchens im Bodensee in den letzten Jahren in bedrohlichem Maß zurückging – als Ursachen werden wiederum die Nährstoffarmut des Bodenseewassers, aber auch die Bestandsverdrängung und -dezimierung durch Stichlinge und natürliche Fressfeinde wie den Kormoran diskutiert – beschloss die Internationale Bevollmächtigtenkonferenz für die Bodenseefischerei (IBKF) im Juni 2023 eine dreijährige Schonfrist bzw. ein absolutes Fangverbot für diese Fischart ab dem 1. Januar 2024.

## Geschichtliches
Bereits im Jahr 1437 werden die Bodenseefelchen als überregionaler Exportspeisefisch im Stadtrecht der Stadt Bozen als „ferchen, die man vom Podensehe bringt“ und an der örtlichen Fischbank feilzubieten sind, ausdrücklich genannt.